# Kiryat Ono
Kiryat Ono (hebreo: קריית אונו) es una ciudad del distrito de Tel Aviv de Israel. Según la Oficina Central de Estadísticas de Israel (CBS), a finales de 2003 la ciudad tenía una población de 24.200 habitantes.
La ciudad fue fundada en 1939 y es llamada de un pueblo antiguo: Ono. Era un concejo local hasta que en 1992 fue declarada como una ciudad. En diciembre de 1950 fue fundada en ella una maabará que albergó judíos que llegaron de Irak, Yemen, Rumania y África del norte.
En Kiryat Ono hay 9 primarios: Nir, Alumim, Rimonim, Moshe Sharet, Avigdor Varsha, Yaacov Cohen, Shilo, Primario democrático y primario antroposófico. También hay 3 medios primarios: Itzjak Ben Zvi, Shimon Peres y Zalman Shazar. Además hay un secundario: Itzjak Ben Zvi.
- Datos: Q152501
- Multimedia: Kiryat Ono / Q152501